# Émile Guers
Pour les articles homonymes, voir Guers.
Émile Guers, né le 24 mars 1794 à Prévessin et mort le 27 octobre 1882 à Plainpalais, est un théologien protestant, pasteur, et écrivain franco-suisse, qui a participé au déclenchement du Réveil.

## Biographie
Émile Guers est né le 24 mars 1794 à Prévessin (Ain). Il est le fils de François Guers, curé de Prévessin devenu protestant en 1793, puis redevenu catholique ultérieurement et de Jeanne Ecuvillon, de Genève. Étudiant en théologie protestante à Genève, il s'associe à un groupe d’étudiants qui participe à des réunions moraves animées par l’instituteur Jean-Pierre Bost. En 1812, Émile Guers, Henri-Louis Empeytaz et Henri Pyt fondent la « Société des Amis » afin de promouvoir un « renouveau spirituel » dans les familles et dans la société genevoise. Lors de ses réunions, ce groupe étudie L’Imitation de Jésus-Christ, le catéchisme de Heidelberg ou les sermons du pasteur montbéliardais Jean-Frédéric Nardin, lui-même disciple de Spener.
Mais, en 1817, un règlement ecclésiastique est adopté par la « vénérable compagnie des pasteurs de Genève » afin d’empêcher les partisans du Réveil de subvertir l’Église nationale ; ce règlement exige de tout nouveau pasteur qu’il s’engage à ne prêcher ni sur la divinité de Jésus-Christ, ni sur le péché, ni sur la grâce ! Émile Guers ne peut se renier et se voit donc exclu de l’Église nationale. Cette même année, il participe à la fondation de la première Église libre.
En 1819, il reçoit l’imposition des mains du pasteur Ami Bost, un des grands acteurs du Réveil du XIXe siècle. La même année, il épouse Jeanne Suzanne Gonthier, libraire, fille de Jean Daniel Jacob. Après le décès de cette dernière, il épouse en deuxièmes noces Fanny Wolff.
Auteur de nombreux ouvrages, Émile Guers s’est surtout illustré dans le domaine de la prophétie biblique. Défenseur d’une lecture essentiellement « littéraliste » et proche de la doctrine dispensationaliste, il applique les mêmes critères dans son interprétation eschatologique.
Son essai, Le Destin d’Israël ou Israël aux derniers jours de l’économie actuelle (1856) est particulièrement apprécié des sionistes chrétiens.
Il décède le 27 octobre 1882 à Plainpalais (commune aujourd'hui intégrée à Genève).